# جاين فرانكلين
جاين فرانكلين (11 يناير 1974 في أستراليا - ) (بالإنجليزية: Jane Franklin)‏ هي لاعبة كريكت أسترالية. شاركت مع منتخب أستراليا الوطني للكريكت.

## وصلات خارجية
- جاين فرانكلين على موقع إي آس بي آن كريك إنفو (الإنجليزية)